# HOMO/LUMO

Diagramă a HOMO și LUMO într-o moleculă. Fiecare cerc reprezintă un electron dintr-un orbital; când lumina cu o frecvență potrivită este absorbită de un electron din HOMO, acesta trece în starea excitată în LUMO.

În chimia cuantică, HOMO și LUMO sunt tipuri de orbitali moleculari. Acronimele provin de la highest occupied molecular orbital (orbitalul molecular ocupat cu cel mai înalt nivel de energie) și respectiv lowest unoccupied molecular orbital (orbitalul molecular neocupat cu cel mai scăzut nivel de energie).